# Chondoistische Ch’ŏngu-Partei
Die Chondoistische Ch’ŏngu-Partei, auch bekannt als Partei der Jungen Freunde der Chondo-Religion, ist eine Blockpartei in Nordkorea.

## Geschichte

### Gründung
Die Chondoistische Ch’ŏngu-Partei nimmt mit ihrem Namen Bezug zur Religion des Ch’ŏndogyo, von deren Anhängern sie am 5. Februar 1946 gegründet wurde. Der Gründer und erste Vorsitzende der Partei war Kim Tar-hyŏn. Ch’ŏndogyo war zum Zeitpunkt der Kapitulation Japans 1945 die zweitgrößte Religionsgemeinschaft Koreas, was dazu beigetragen haben mag, dass die Mitgliederzahlen der Partei in den ersten Jahren ihrer Existenz rasant anstiegen. Einige Monate nach ihrer Gründung hatte sie bereits 98.000 Mitglieder und war größer als die Kommunistische Partei. Im Dezember 1946 hatte sie über 200.000 Mitglieder. 1948 erhielt sie 16,5 % der Sitze in der Obersten Volksversammlung des neu gegründeten Staates Nordkorea.

### Verhältnis zu den Kommunisten
Den herrschenden Kommunisten galt die Partei als potentieller Herd „konterrevolutionärer“ Umtriebe, umso mehr, nachdem die Parteiführer im Süden der Halbinsel die Regierung Rhee Syng-man unterstützten und die Partei im März 1948 eine antikommunistische Großdemonstration in Pjöngjang mittrug. Die Führung der Partei im Norden, deren Verhältnis zu den Kommunisten dadurch akut bedroht war, folgte diesem Kurs nicht, sie verlor darauf große Teile ihrer Anhängerschaft. In der Folgezeit näherte sich der nördliche Teil der Partei unter Kim Tar-hyŏn der Führung Nordkoreas an. 1950 vereinigten sich unter seiner Führung beide politischen Arme, der religiöse Arm der südkoreanischen Chondoisten trat der neuen Bewegung jedoch nicht bei.

### Koreakrieg
Im Koreakrieg unterstützte die Partei die nordkoreanische Seite, viele Kader emigrierten jedoch in den Süden und liefen über. Nach dem Ende der Kampfhandlungen wurde die bisher praktizierte Einheitsfront in Nordkorea kritisch bewertet und das Verbot anderer politischer Parteien erwogen. Schließlich wurde jedoch die Einheitsfront beibehalten, wenn auch die Möglichkeiten der Chondoisten, politisch zu agieren, beschnitten wurden. 1954 wurde die staatliche Finanzierung eingestellt. Von den 10–50.000 Ch’ŏndogyo-Anhängern waren Mitte der 1950er nur noch höchstens 3.000 Mitglieder der Partei.

### 1957 bis heute
Obwohl Kim Tar-hyŏn ab 1957 als Minister ohne Geschäftsbereich an der Regierung Nordkoreas beteiligt war, wurde er mit einigen seiner Vertrauten bereits 1958 verhaftet. Der Vorwurf lautete auf Verschwörung gegen die Führung des Landes gemeinsam mit der Sozialdemokratischen Partei. Kim Tar-hyŏns Immunität wurde aufgehoben. Er bekannte sich schuldig und wurde möglicherweise hingerichtet. Über seinen Verbleib liegen keine gesicherten Erkenntnisse vor. Im Parteiamt folgte ihm Pak Sindŏk, der vormalige Leiter der Organisationsabteilung der Partei.
Die Partei erlitt eine Säuberungswelle. Sie unterhielt nur noch ein Zentralbüro, weitere Parteiorganisationen oder Provinzbüros gab es nicht mehr. De facto wurde die Chondoistische Ch’ŏngu-Partei Teil der Kommunistischen Partei, auch wenn sie auf dem Papier bis heute existiert. Sie ist Teil der Demokratischen Front für die Wiedervereinigung des Vaterlandes.
Bis zu ihrem Tod amtierte Ryu Mi-yŏng als Parteivorsitzende. Sie folgte in diesem Amt ihrem verstorbenen Mann Choi Duk-shin nach.
Für das Jahr 2008 schätzte das Jahrbuch Harenberg aktuell den Anteil von Anhängern der Ch’ŏndogyo-Religion auf 13,9 % der Bevölkerung (3,141 Mio. von 22,6 Mio.), während der Anteil der Atheisten und Konfessionslosen laut Fischer Weltalmanach bei 68 % lag.